# Margareta Wedin
Margaretha Ulla Wedin, född 25 mars 1952 i Heliga Trefaldighets församling i Gävle, är en svensk lärare på Komvux, egenföretagare och centerpartistisk politiker som mellan 2016 och 2019 var kommunalråd i Gävle kommun. I den egenskapen var hon även ordförande i kommunens samhällsbyggnadsutskott. Hon efterträdde Ann-Helen Persson som kommunalråd.